# St. Blasien
St. Blasien è una città tedesca di 4 169 abitanti,, situata nel Land del Baden-Württemberg.

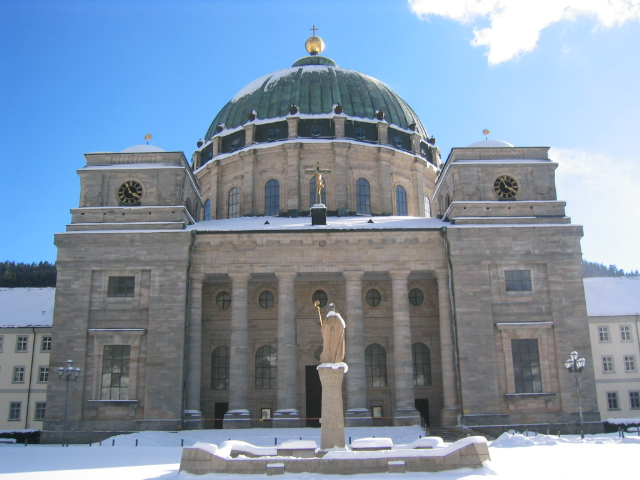
Il duomo di San Biagio, capolavoro dell'architettura neoclassica

## Geografia fisica

### Posizione geografica
St. Blasien, stazione termale e climatica, si trova nella Foresta Nera meridionale, a sud dello Schluchsee nella valle dell'Alb. L'altitudine del suo territorio varia dai 600 metri ai 1.349 del massiccio del Feldberg.

### Territorio
Circa il 77 % del territorio è coperto da bosco, il 16% destinato a colture agricole, il resto occupato da insediamenti e vie di comunicazione.

### Municipalità vicine
St. Blasien confina a nord con le municipalità di Feldberg e di Schluchsee del circondario di Brisgovia-Alta Foresta Nera, ad est con Häusern e Höchenschwand, a sud con Dachsberg e ad ovest con Ibach e Bernau im Schwarzwald.

### Frazioni

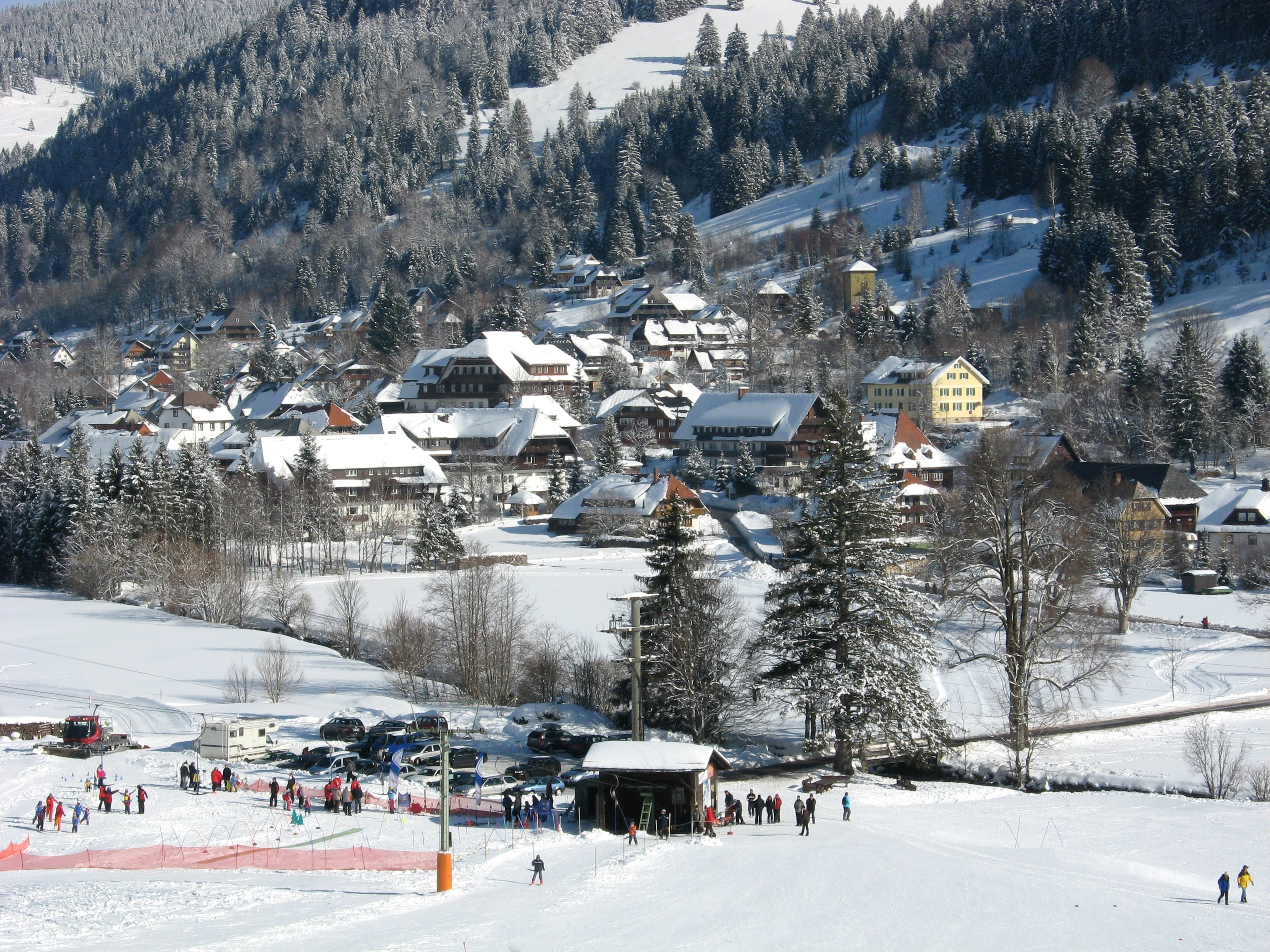
La frazione di Menzenschwand

La città consiste del centro principale di St. Blasien e delle frazioni di Immeneich e Schlageten, con la località climatica di Menzenschwand ai piedi del Feldberg.

## Storia
Nell'anno 858 è attestata per la prima volta la presenza di un monastero benedettino a St. Blasien, nucleo di quella che nel tempo sarebbe diventata l'Abbazia di St.Blasien. La storia della città è sin da principio strettamente legata a quella del monastero, dal tardo Medioevo uno dei più importanti della Foresta Nera. Nel 1065 acquistò l'indipendenza dagli altri feudi dell'Impero governando sovrana sulle proprie terre. Fu centro promotore della riforma religiosa di Hirsau ed i suoi monaci fondarono le abbazie di Muri (1082), Ochsenhausen (1093), Stein am Rhein (1122) e Prüm (1132). Fino a tutto il secolo XVI continuò ad espandere i propri possessi  nella Foresta Nera, includendo altre abbazie, villaggi e cittadine sveve. Posta sotto la protezione degli Asburgo, divenne una delle abbazie più potenti e ricche della regione. I suoi abati possedevano le signorie di Blumenegg, Bettmeringen, Gutenburg e dal 1609 divennero sovrani della contea di Bonndorf che gli dette il diritto di partecipare al collegio dei conti svevi.
La vita del piccolo principato ecclesiastico fu turbata nel 1755 dalla rivolta di Saltpeter, quando un ricco possidente terriero, Martin Berger, capeggia una rivolta contro le tasse elevate imposte dagli abati.
Nel 1769 le riforme dell'imperatore Giuseppe II sembrano minacciare il principato ecclesiastico che viene poi assorbito in seguito al Reichsdeputationshauptschluss del 1803 nei domini dell'Ordine di Malta. Fu secolarizzata nel 1806, quando gli ultimi monaci si spostarono all'abbazia di Sankt Paul im Lavanttal nella Carinzia austriaca.
Nel 1783, dopo un incendio, fu ricostruita la splendida chiesa duomo con la magnifica cupola di 63 metri di altezza.
In seguito venne impiantata negli edifici del monastero una delle prime industrie meccanizzate a nascere in Germania. Dal 1934 al 1939, e ancora dal 1946 in poi, i Gesuiti vi istituirono nel convento restaurato un collegio (Kolleg St. Blasien). Durante la seconda guerra mondiale gli edifici furono utilizzati come ospedale.

## Principali Principi abati sovrani
- Gallo Haas 1532-1540
- Simone Eusebio von Finck 1651-1720
- Francesco II Schächtelin 1727-1747
- Mainardo Troger 1747-1764
- barone Martino Gerberto von Hornau 1764-1793

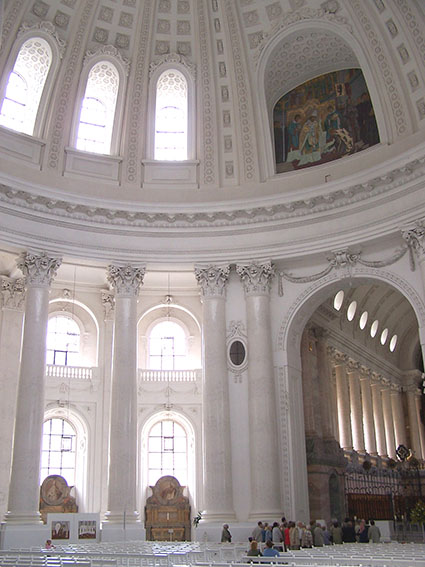
L'interno del duomo

- Bernardo Rottler 1793-1806

## Amministrazione
La città è sede dell'unione di comuni (Gemeindeverwaltungsverbands) "St. Blasien", cui appartengono anche i comuni di Bernau, Dachsberg, Häusern, Höchenschwand, Ibach e Todtmoos.

### Gemellaggi
St. Blasien mantiene relazioni di gemellaggio con:
- Saint-Blaise, in Svizzera, dal 1961
- Le relazioni con Klingnau nel Canton Argovia risalgono al 1250, quando il monastero vi fondò una parrocchia nei propri possedimenti
- Radici storiche altrettanto antiche sono alla base del gemellaggio, dal 1964, con Sankt Paul im Lavanttal, poiché il monastero là ubicato diede accoglienza agli ultimi monaci dell'abbazia di St. Blasien.

## Cultura

### Monumenti

#### Duomo di St. Blasien
Dopo l'incendio del 1768 l'edificio venne ricostruito dall'architetto Pierre Michel d'Ixnard fra il 1768 e il 1781 in forme neoclassiche. La cupola misura 46 metri di larghezza e 63 metri di altezza, ciò ne fa una delle più grandi cupole in edifici di culto d'Europa.

#### Sanatorio di St. Blasien
La data di fondazione è il 1892: nei decenni successivi si sviluppò sino a diventare una delle più conosciute stazioni climatiche della Germania. Oggigiorno la Lungenfachklinik St. Blasien è comunque conosciuta oltre i confini della regione: vi si trattano tutte le forme di disturbi respiratori, come le bronchiti croniche, l'asma bronchiale, i tumori polmonari, i disturbi del sonno.

### Manifestazioni culturali
Ogni estate nel Duomo si tiene una stagione di concerti fra la fine di giugno e l'inizio di settembre, con esibizioni di famosi cori, orchestre ed organisti.

## Economia

### Turismo
St. Blasien è raggiungibile dalle principali città della Germania e della Svizzera tramite automobile: dall'autostrada A5 Francoforte - Basilea, con uscita a Freiburg/Mitte, quindi con la strada federale B31 direzione Titisee; dall'autostrada A81 Stoccarda - Singen, con uscita a Donaueschingen, quindi con la B31 direzione Titisee. Dal Titisee si prosegue sulla strada federale B500.
La stazione ferroviaria più vicina è quella di Waldshut, servita dalla Höllentalbahn che a Friburgo in Brisgovia si collega alla linea internazionale Francoforte-Basilea.
L'aeroporto più vicino è quello di Zurigo-Kloten, a circa 60 chilometri.